# Lac du Flambeau (condado de Vilas)
Lac du Flambeau es un lugar designado por el censo ubicado en el condado de Vilas en el estado estadounidense de Wisconsin. En el Censo de 2010 tenía una población de 1.969 habitantes y una densidad poblacional de 97,83 personas por km².

## Geografía
Lac du Flambeau se encuentra ubicado en las coordenadas 45°57′44″N 89°53′49″O / 45.96222, -89.89694. Según la Oficina del Censo de los Estados Unidos, Lac du Flambeau tiene una superficie total de 20.13 km², de la cual 12.82 km² corresponden a tierra firme y (36.33%) 7.31 km² es agua.

## Demografía
Según el censo de 2010, había 1.969 personas residiendo en Lac du Flambeau. La densidad de población era de 97,83 hab./km². De los 1.969 habitantes, Lac du Flambeau estaba compuesto por el 10.16% blancos, el 0.15% eran afroamericanos, el 87.56% eran amerindios, el 0.1% eran asiáticos, el 0% eran isleños del Pacífico, el 0.15% eran de otras razas y el 1.88% pertenecían a dos o más razas. Del total de la población el 2.69% eran hispanos o latinos de cualquier raza.